# Uitspraaksopschorting in strafzaken
De opschorting van de uitspraak in strafzaken in België betekent dat de rechter (lees: raadkamer van de rechtbank van eerste aanleg) oordeelt dat de feiten die men ten laste worden gelegd, bewezen zijn, maar dat hij zijn uitspraak van veroordeling voor een bepaalde termijn opschort. Deze termijn, ook wel proeftermijn genoemd, kan afhankelijk van de feiten lopen van 1 tot 5 jaar.
De rechter kan enkel een opschorting uitspreken als:
- men nog niet eerder veroordeeld is tot een criminele straf of tot een hoofdgevangenisstraf van meer dan 6 maanden;
- de feiten niet van die aard lijken dat zij meer dan 5 jaar correctionele gevangenisstraf  of een zwaardere straf vereisen en;
- men instemt met de uitspraak tot opschorting.

Als men tijdens de proeftermijn nieuwe strafbare feiten pleegt waarvoor men wordt veroordeeld, kan de opschorting worden herroepen (dit wil zeggen dat de rechter ook een straf zal uitspreken voor het eerste misdrijf).